# Dipartimento di Mbam e Kim
Il dipartimento di Mbam e Kim è un dipartimento del Camerun nella regione del Centro.

## Comuni
Il dipartimento è suddiviso in 5 comuni:
- Mbangassina
- Ngambè-Tikar
- Ngoro
- Ntui
- Yoko